# 1805 dans le catholicisme
Chronologie du catholicisme
- 1801
- 1802
- 1803
- 1804
- 1805
- 1806
- 1807
- 1808
- 1809

Cet article présente les faits marquants de l'année 1805 dans le catholicisme.

## Naissance
- 10 janvier : Napoléon-Joseph Perché, prélat et missionnaire français, archevêque de La Nouvelle-Orléans († 27 décembre 1883)
- 29 janvier : Joseph-François-Clet Peschoud, prélat français, évêque de Cahors († 13 septembre 1865)
- 1er février : Sainte Thérèse Couderc, religieuse française, fondatrice des Sœurs de Notre-Dame du Cénacle († 26 septembre 1885)
- 4 février : Sainte Marie De Mattias, religieuse italienne, fondatrice des Adoratrices du Sang du Christ († 20 août 1866)
- 10 février : Saint Kuriakose Elias Chavara, prêtre indien de rite syro-malabar, fondateur des Carmes de Marie Immaculée et des Sœurs de la Mère du Carmel († 3 janvier 1871)
- 14 mars : Pierre-Louis Cœur, prélat français, évêque de Troyes († 9 octobre 1860)
- 18 mars : Louis-Antoine-Augustin Pavy, prélat français, évêque d'Alger († 16 novembre 1866)
- 26 mars : Marcelle Mallet, religieuse canadienne, fondatrice des Sœurs de la charité de Québec, vénérable († 9 avril 1871)
- 29 mars : Georg Anton von Stahl, prélat allemand, évêque de Wurtzbourg († 13 juillet 1870)
- 30 mars : Alphonse Gratry, prêtre, philosophe et académicien français, restaurateur de l'Oratoire de France († 7 février 1872)
- 4 avril : Prosper Guéranger, moine bénédictin français, refondateur de l'abbaye de Solesmes, serviteur de Dieu († 30 janvier 1875)
- 12 avril : Emmanuel Verrolles, prélat et missionnaire français, vicaire apostolique de Liaotung († 29 avril 1878)
- 17 avril : Jean-Baptiste-Amédée George de La Massonnais, prélat français, évêque de Périgueux et Sarlat († 20 décembre 1860)
- 20 avril : Henry Maret, prélat, théologien et auteur français, archevêque titulaire de Naupacte (de) († 16 juin 1884)
- 23 avril : François Manceau, prêtre, érudit et archéologue français († 8 janvier 1855)
- 25 avril : Pierre Le Breton, prélat français, évêque du Puy-en-Velay († 21 mai 1886)
- 19 mai : Francesco de Vico, prêtre jésuite et astronome italien († 15 novembre 1848)
- 14 juin : Saint Bénilde, religieux et éducateur français († 13 août 1862)
- 15 juin : Johann Martin Henni, prélat et missionnaire suisse, premier archevêque de Milwaukee († 7 septembre 1881)
- 19 juin : 
  - Bienheureuse Anne Marie Adorni, religieuse italienne, fondatrice des Servantes de l'Immaculée Conception de Parme († 7 février 1893)
  - Louis Jouen, prêtre jésuite et missionnaire français, préfet apostolique de Madagascar († 4 janvier 1872)
- 26 juin : César Duvoisin, prêtre et historien français († 13 juillet 1869)
- 30 juin : Louis-Marie Épivent, prélat français, évêque d'Aire et Dax († 22 juillet 1876)
- 12 juillet : Domenico Carafa della Spina di Traetto, cardinal italien, archevêque de Bénévent († 17 juin 1879)
- 17 juillet : Lodovico Altieri, cardinal italien de la Curie († 11 août 1867)
- 7 août : Antoine-Charles Cousseau, prélat français, évêque d'Angoulême († 13 octobre 1875)
- 9 août : Jean-Claude Miche, prélat et missionnaire français, vicaire apostolique de Cochinchine occidentale († 1er décembre 1873)
- 15 août : Louis Gaudaire, prêtre français, supérieur général des Eudistes († 20 avril 1870)
- 26 août : Joseph-Eugène-Bruno Guigues, prélat et missionnaire français, premier évêque d'Ottawa († 8 février 1874)
- 8 septembre : Alexis Canoz, prélat jésuite et missionnaire français, premier évêque de Trichinopoly, fondateur des Sœurs de la Mère des Douleurs, servantes de Marie († 2 décembre 1888)
- 29 septembre : André Favier, orfèvre d'église français († 25 avril 1860)
- 7 octobre : Prosper-Michel-Arnaud Hiraboure, prélat français, évêque d'Aire et Dax († 6 juin 1859)
- 24 octobre : Jean-Baptiste Pallegoix, prélat et missionnaire français, vicaire apostolique du Siam oriental († 18 juin 1862)
- 28 octobre : Antonio Saverio De Luca, cardinal italien de la Curie († 28 décembre 1883)
- 31 octobre : Franz Xaver Weninger, prêtre jésuite et missionnaire autrichien († 29 juin 1888)
- 10 novembre : Louis-Martin Porchez, prélat et missionnaire français, évêque de Saint-Pierre († 11 juin 1860)
- 21 novembre : Carlo Luigi Morichini, cardinal italien de la Curie, archevêque de Bologne († 26 avril 1879)
- 22 novembre : Mariano Benito Barrio Fernández, cardinal espagnol, archevêque de Valence († 20 novembre 1876)
- 25 décembre : Jean-Baptiste-Antoine Ferland, prêtre, historien et écrivain canadien († 11 janvier 1865)
- Date précise inconnue : 
  - Saint François Choe Kyong-hwan, laïc et catéchiste coréen, martyr († 12 septembre 1839)
  - Sainte Barbara Kim, laïque coréenne, martyre († 27 mai 1839)

## Décès
- 4 février : Alexandre-Henri de Chauvigny de Blot, prélat français, dernier évêque de Lombez (° 11 janvier 1751)
- 9 février : Marie-Dominique-Joseph Engramelle, religieux augustin, arpenteur, topographe et inventeur français (° 24 mars 1727)
- 24 février : Jean-Baptiste du Plessis d'Argentré, prélat français, évêque de Séez (° 1er novembre 1720)
- 27 février : Luc-François Lalande, prêtre et homme politique français, évêque constitutionnel de la Meurthe (° 10 janvier 1732)
- 28 février : François Antoine Etienne de Gourcy-Pagny, religieux et intellectuel français, chanoine de la cathédrale primatiale de Nancy (° 17 octobre 1719)
- 16 mars : Franz Xaver von Wulfen, prêtre jésuite, botaniste, physicien, mathématicien et minéralogiste autrichien (° 5 novembre 1728)
- 31 mars : Jacob Couturier, prêtre et homme politique français (° 1er décembre 1737)
- 7 avril : Gabriel Grüber, prêtre jésuite, architecte et ingénieur autrichien (° 4 mai 1740)
- 30 avril : Caprais Privat, prêtre et homme politique français (° 6 janvier 1730)
- 12 mai : Ferdinand von Hompesch zu Bolheim, grand-maître de l'ordre des Hospitaliers (° 9 novembre 1744)
- 21 mai : Jacques-Antoine Coquille d'Alleux, prêtre constitutionnel français ayant abdiqué (° 19 juin 1747)
- 4 juin : François Xavier Talbert, prêtre, écrivain et prédicateur français (° 1725)
- 13 juin : Giovanni Battista Tommasi, grand-maître de l'ordre souverain de Malte (° 6 octobre 1731)
- 16 juin : Jean-René Gomaire, prêtre et homme politique français (° 1er novembre 1745)
- 26 juin : Vito Maria Giovenazzi, prêtre jésuite, archéologue et philologue italien (° 20 février 1727)
- 2 juillet : Pierre Ruello, prêtre et homme politique français (° 26 février 1734)
- 8 juillet : Matthias Dannenmayer, prêtre et historien allemand (° 13 février 1744)
- 2 août : Pierre Quéru de La Coste, prêtre puis homme politique révolutionnaire français (° 11 janvier 1742)
- 6 août : Jean-Baptiste-Marie Champion de Cicé, prélat français, évêque d'Auxerre (° 10 février 1725)
- 8 août : Guillaume Tollet, prélat français, évêque constitutionnel de la Nièvre (° 12 août 1735)
- 12 août : Jean-Baptiste Rose, théologien français (° 1714)
- 15 août : Scholastique Daivier, moniale cistercienne belge, dernière abbesse de l'abbaye de Soleilmont (° 17 octobre 1730)
- 25 août : Giambattista Varesco, prêtre, musicien et poète italien (° 26 novembre 1735)
- 12 septembre : Alexandre Gardiol, prêtre et homme politique français (° 29 mars 1723)
- 28 septembre : Christoph Franz von Buseck, prélat allemand, dernier prince-évêque de Bamberg (° 28 décembre 1724)
- 22 octobre : Joseph-Romain Joly, religieux capucin et homme de lettres français (° 15 mars 1715)
- 25 octobre : Charles-Auguste Le Quien de La Neufville, prélat français, dernier évêque de Dax (° 23 juillet 1726)
- 3 novembre : Louis-Joseph Dumarquez, prêtre, agriculteur et poète français (° 22 juillet 1746)
- 5 novembre : Giovanni Andrea Archetti, cardinal italien, archevêque-évêque d'Ascoli Piceno (° 11 septembre 1731)
- 29 novembre : Jean-François Leverdier, prélat français, évêque constitutionnel de la Seine-Inférieure (° 16 février 1724)
- 16 décembre : 
  - Saverio Cassar, prêtre, patriote et indépendantiste gozitain (° 29 décembre 1746)
  - Louis-Hilaire de Conzié, prélat français, évêque d'Arras (° 6 mars 1736)
- 28 décembre : Jacques Bonnet, prêtre et homme politique français (° 3 avril 1733)
- 29 décembre : Louis-Bernard Gibert, prêtre et homme politique français (° 24 février 1749)
- Date précise inconnue : Jean Roy, prêtre et écrivain français (° 9 octobre 1744)